# پاتریک اکنگ
پاتریک اکنگ (انگلیسی: Patrick Ekeng; ۲۶ مارس ۱۹۹۰ – ۶ مهٔ ۲۰۱۶) بازیکن فوتبال اهل کامرون بود که در پست هافبک دفاعی بازی می‌کرد.
وی همچنین در تیم‌های ملی فوتبال زیر ۲۱ سال کامرون و کامرون بازی کرده‌است.